# Bendiganahalli, Bangarapet
Bendiganahalli là một làng thuộc tehsil Bangarapet, huyện Kolar, bang Karnataka, Ấn Độ.